# Ardalan
A casa de Ardalan (1169–1867) foi um clã curdo que governou durante séculos um principado de mesmo nome, no atual Curdistão iraniano. Seu emirado compreendia basicamente a área da atual província do Curdistão, durante o domínio safávida.
Sua capital era a cidade de Sinne (em Persa: Sanandaj).

## História
De acordo com Sharaf al-Din Bitlisi, renomado historiador curdo, o líder mais antigo da tribo, Babã Ardalan, era um descendente de "Ahmad b. Marwan", que governou a região de Diarbaquir.
O principado foi extinto no século XIX, durante o período de modernização administrativa da Pérsia. 